# Ion Sima
Ion Tomiță Sima este un general român, care a îndeplinit funcția de director al Serviciului de Telecomunicații Speciale (16 martie 1999 - 12 februarie 2001).

## Biografie
Este inginer de meserie și a obținut titlul științific de doctor în telecomunicații în anul 1995 și titlul de profesor universitar în anul 1996. A fost ofițer în M.Ap.N din anul 1974, când a absolvit Academia Tehnică Militară și până în anul 1999. La 16 martie 1999, când îndeplinea funcția de Decan al Facultății de Electronică și Informatică din Academia Tehnică Militară, a fost numit Director al Serviciului de Telecomunicații Speciale, cu rang de secretar de stat.
Colonelul dr. ing. Ion Tomiță Sima a fost înaintat la gradul de general de brigadă (cu o stea) la data de 1 decembrie 1999 și apoi la cel de general de divizie (cu 2 stele) la 25 octombrie 2000. El a fost eliberat din funcția de director al STS la 12 februarie 2001.
Generalul Ion Sima a fost trecut în rezervă, la cerea sa, la 1 iunie 2001.
De la 01.10.2001 a funcționat ca profesor universitar la Academia Tehnică Militară, Universitatea Hyperion, Universitatea din Pitești, Universitatea Europei de Sud-Est LUMINA și Universitatea Valahia din Targoviste.

## Distincții
Generalul Ion Sima a primit următoarele distincții:
- Ordinul Național „Pentru Merit” în grad de Mare Ofițer (30 noiembrie 2000)[5]